# Toast (téléfilm)

Toast est un téléfilm britannique, réalisé par S. J. Clarkson (en), et diffusé sur BBC One le 30 décembre 2010, tiré de l'autobiographie du même nom du célèbre cuisinier anglais Nigel Slater (en).

## Synopsis
Dans les années 1960, le petit Nigel grandit loin de Londres, entre un père petit industriel et une mère au foyer. Celle-ci se consacre d'autant moins à la cuisine qu'elle est atteinte d'une grave affection respiratoire qui finit par l'emporter. Désemparé, le père fait appel à une ménage-gouvernante, Mme Potter qui finit par mettre le grappin sur son employeur à force d'exploits culinaires.

## Distribution
- Freddie Highmore : Nigel Slater
- Helena Bonham Carter : Joan Potter
- Oscar Kennedy : Nigel Slater (enfant)
- Victoria Hamilton : Maman
- Ken Stott : Papa